# Akademia Naouk
L'Akademia Naouk, en russe Академия Наук, littéralement en français « Académie des Sciences », est un volcan situé sur la péninsule du Kamtchatka, à l'est de la Russie. Il se présente sous la forme d'une caldeira partiellement remplie par le lac Karymski dominée au nord par le Karymski. Cette dépression s'inscrit dans une caldeira plus étendue, la caldeira Polovinka de quinze kilomètres de diamètre qui inclut aussi la caldeira Odnoboki. Il tire son nom de l'académie russe des sciences, en russe : Росси́йская Акаде́мия Нау́к.

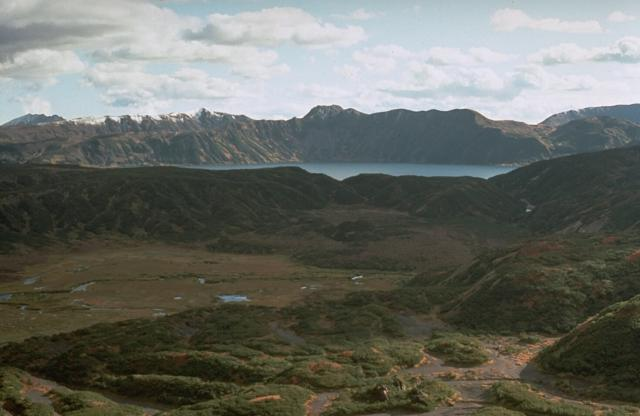
Vue de l'Akademia Naouk depuis les pentes du Karymski au nord.